# Sept cavaliers
Pour l'adaptation en bande dessinée, voir Sept cavaliers (bande dessinée).
Sept cavaliers quittèrent la ville au crépuscule par la porte de l'Ouest qui n'était plus gardée est un roman (communément appelé Sept cavaliers…) de Jean Raspail paru en février 1993 aux Éditions Robert Laffont.

## Éditions
Sept cavaliers, Éditions Robert Laffont, 1993  (ISBN 2-221-07536-6).

## Adaptation
Bande dessinée de Jacques Terpant - Sept cavaliers en 2009 avec la parution du premier tome Le Margrave héréditaire suivi de Le prix du sang (2009) et Le Pont de Sépharée (2010).